# Пиф-паф, ой-ой-ой!
«Пиф-паф, ой-ой-ой!» — музыкальный мультипликационный фильм для взрослых; составлен из театральных пародий, разыгранных на сюжет популярного шуточного стихотворения Фёдора Миллера.

## Сюжет
Мультипликационная пародия на пять театральных жанров: драматический театр, оперетту, детский утренник, экспериментальную постановку, оперу.

### Первая часть — драма
В первой части мультфильма показан не сам спектакль, а очередная репетиция в театре. Нервный режиссёр пытается добиться от артистов качественной игры, однако этому есть множество препятствий. Так, артист, изображающий кукушку, роль которой состоит в том, чтобы прокуковать пять раз в начале спектакля, никак не может выучить текст; Охотник, по замыслу режиссёра жестокий и кровожадный, по доброте душевной никак не может заставить себя причинить боль Зайцу; ружьё в руках охотника не нравится режиссёру, и он убегает за автоматом Калашникова вдаль по нарисованному на заднике сцены пейзажу. В финале появляется Заяц на костылях, и режиссёр заявляет, что сейчас репетиция начнётся заново.
Так. Всё ясно. Здесь всё ясно, мне всё ясно, начнём репетировать...
Кукушечка, маленькая моя, ты на месте?
Автор думал, слова подбирал, понимаете...
Стоп! Охотник вдру́г выбегает, вдру́г неожиданно понимаете... Вдруг, неожиданно выбегает охотник! Неожиданно выбегает... Испугался! Может выскочить...
Можно ли настоящее ружьё? Что-нибудь стреляющее, чтобы убили зайца? Можно убить зайца по-настоящему, ну?..
Очень хорошо! Зарядите ружьё и всё сначала, всё сначала. Заново всё!..

### Вторая часть — оперетта
Во второй части мультфильма сюжетом оперетты является обычная для этого жанра любовная интрига. Зай и Зая сидят на лавке, но вдруг появляется иностранный граф Пиф-Паф и пытается обольстить Заю, которая начинает с ним кокетничать. Однако потом появляется жена Пиф-Пафа, и он, внезапно утратив свой пыл, уходит вместе с ней; после этого происходит воссоединение Зая с Заей.
Эта часть содержит массу отсылок — как музыкальных, так и визуальных (например, появление пожилой жены «охотника» — пародия на оперетту «Граф Люксембург»; также в моменте выхода графа Пиф-Пафа можно услышать практически прямую цитату из оперетты «Сильва» Имре Кальмана) — к творчеству отца композитора мультфильма Исаака Осиповича Дунаевского (в частности, в жанре оперетты), и традициям постановки «современных» оперетт в 1950—1970-е годы.
Ах, Зая! Вот охотник выбегает. И я вижу, как он глазками стреляет!
Я есть большой охотник до маленьких забав.
Пиф-Паф женат! Вот потеха! Ха-ха-ха!.. Умираю от смеха.
Ах, Зая, зажги огонь в очах. — Зажгу.

### Третья часть — детский утренник
В третьей части мультфильма представление на детском утреннике длится так недолго, что сигарета, которую закурил режиссёр перед началом спектакля, не успевает истлеть к его концу. По сценарию утренника, маленький Зайчик Непослушайчик, которого играет полная актриса, по возрасту уже слишком пожилая для заметных и главных ролей, заблудился в лесу. Это произошло потому, что, по его собственному признанию, он «мамочку часто не слушал», «плохо морковочку кушал» и «баиньки поздно ложился»: «И вот результат — заблудился!». Затем появляется коварный, но простоватый Охотник и, спросив у детей, куда побежал Зайчик, убивает последнего, взваливает себе его на спину (вместе с пеньком) и с трудом уносит со сцены. После этого Охотник, Зайчик и режиссёр выходят на сцену, чтобы спеть заключительную песенку, убеждающую детей слушаться своих родителей.
Важнейшие психологически персонажи этой части — юные зрители, представленные зрительской массой и тремя типичными представителями, а именно простоватым жующим толстяком, ковыряющим в носу драчуном и сидящим между ними худеньким скептиком-отличником в очках, пожимающим плечами в ответ на вопрос режиссёра: «Кто умеет считать до пяти?», причём, первые двое в ответ на этот вопрос с надеждой смотрят на отличника.
Деточки, кто умеет считать до пяти?
Сейчас убью, убью...
Пиф! Не попал! Паф! Попал!

### Четвёртая часть — «экспериментальная постановка»
В четвёртой части мультфильма мотивы, звучащие в экспериментальной постановке, позаимствованы из популярной рок-оперы «Иисус Христос — суперзвезда»; манера игры участников группы, обилие ярких цветов и музыка с психоделическими мотивами могут быть отсылкой к Pink Floyd. Ведущий объявляет, что сейчас будет показана драма «Пиф-паф», затем тень охотника убивает тень зайца, и ведущий объявляет, что драма уже показана. После этого звучит финальная песня (с использованием мелодии из мюзикла «Иисус Христос — суперзвезда»), и постановка завершается. Тень зайца возносится на небо.
Раз, два, три, четыре, пять. Вышел зайчик погулять. Проба...
Мы показали драму „Пиф-паф“. Охотник и заяц: кто прав, кто не прав...
Думайте! Думайте! Думайте! Думайте!.. Думай!
Наше кредо — немногословность. Условность, условность, условность...

### Пятая часть — опера
Пятая часть мультфильма начинается с монолога автора оперы, который рассказывает о себе и о том, что музыка была взята у известных композиторов, и объясняет, почему это, по его мнению, не является плагиатом. Сам эпизод пародирует тенденцию стремления советских композиторов к сохранению классики, написанию музыки по классическим образцам русской оперной школы. Затем открывается занавес, и хор поёт вступление (мужчины во фраках, онучах и лаптях). На сцену выходит Заяц — низенький упитанный тенор — и поёт свою арию, в которой рассказывает о своих недобрых предчувствиях. После фразы хора «Предчувствия его не обманули» на сцене появляется Охотник — высокий худой бас, внешне очень похожий на эйзенштейновского Ивана Грозного. Он заявляет, что Заяц съел его морковь; они спорят, причём к спору подключается хор, и Охотник вызывает Зайца на дуэль. Заяц поёт скорбную арию, после чего охотник стреляет в него из ружья. Заяц падает, охотник уходит, хор восклицает: «Ой!» Затем Заяц встаёт и рассказывает, что остался жив. После этого хор поёт заключительные слова, артисты кланяются, занавес закрывается. После закрытия занавеса начинаются титры мультфильма.
Эта часть изобилует цитатами из опер: «Пиковая дама», «Евгений Онегин» и др.
Почему я как композитор-оперник тяготею к классике? Это у меня с детства. В детстве я очень любил играть в классики… Ребёнком я любил пить чай, естественно, с пирожным, и лучше всего — с безе. Отсюда, с сублимаций-ассоциаций детства, тяготение к Чайковскому, к Бизе, и так далее, и тому подобное, и так далее…
Как сказал классик, надо брать музыку у народа, и только обрабатывать её. Так я и делаю. Поэтому, когда сегодня берёшь у композитора — это, собственно говоря, берёшь у народа, берёшь у народа — берёшь у себя, и главное, чтобы музыка была твоя, и кто говорит „плагиат“, я говорю „традиция“.
Я вышел в лес гулять — мне боязно, мне страшно... Моя душа предчувствием полна... Моя душа... Моя душа... Предчувствием полна, душа полна... — (хор) Предчувствия его не обманули!
Так вот вы где. Вас мне и надо. Вы съесть изволили мою морковь...
Принесут меня домой — Окажуся я живой! — И ещё неоднократно выйдет зайчик погулять!

## Съёмочная группа
- Автор сценария — Юрий Энтин
- Режиссёры — Виталий Песков, Гарри Бардин
- Художник-постановщик — Виталий Песков
- Оператор — Игорь Шкамарда
- Композитор — Максим Дунаевский
- Звукооператор — Нелли Кудрина
- В ролях:

- Ролан Быков — композитор / охотник / лидер ВИА
- Ян Арлазоров — режиссёр
- Владимир Качан — Пиф-Паф
- Ирина Муравьёва — актриса в роли Непослушайчика
- Владимир Богачёв — Заяц
- Жанна Рождественская — Зая / вокал
- Рогволд Суховерко — актёр в роли кукушки
- Гарри Бардин — Диктор

- Художники-мультипликаторы: Юрий Бутырин, Маина Новожилова, Светлана Сичкарь, Валентин Самотейкин, Андрей Колков, Александр Левчик, Михаил Першин
- Художники: Галина Черникова, Т. Степанова, Ольга Киселёва, В. Лопухова
- Ассистенты: Лидия Никитина, И. Егорова, И. Балова
- Монтажёр: Любовь Георгиева
- Редактор: Александр Тимофеевский
- Директор картины: Е. Бобровская

## Восприятие
Кандидат искусствоведения, преподаватель Астраханской государственной консерватории С. С. Севастьянова отнесла мультфильм к оригинальным кинематографическим проектам. Она отмечала ироничность мультфильма относительно существующих оперных штампов и уместное использование в нём фрагментов из известных опер, таких как арии Ленского «Что день грядущий мне готовит» из оперы «Евгений Онегин» в сцене дуэли зайца во фраке с охотником, разительно напоминающим Ивана Грозного, или мелодраматично-фарсовое признание зайца в любви к моркови на музыку Жоржа Бизе из оперы «Кармен». Севастьянова высоко оценивала фарсово-пародийную музыкальную составляющую мультфильма.